# دينو غافريك
دينو غافريك هو لاعب كرة قدم كرواتي (وحمل سابقاً جنسية يوغوسلافيا) في مركز الدفاع، ولد في 11 أبريل 1989 في أوسييك في كرواتيا. لعب مع نادي أوسييك ونادي دوناويفاروش وويدزي لودز.

## وصلات خارجية
- دينو غافريك على موقع قاعدة بيانات كرة القدم.إي يو (الإنجليزية)
- دينو غافريك على موقع Soccerway.com (الإنجليزية)